# Trevé
Trevé es un lugar perteneciente a la parroquia de Rozadas, en el concejo de Boal, situado en la comarca de Eo-Navia en el Principado de Asturias, España.

## Ubicación y accesos
Trevé está situado a unos 10 kilómetros de Boal, capital del concejo. Para llegar a Trevé, desde Boal se toma la carretera AS-22, en dirección a Vegadeo. Al llegar a Rozadas, se toma un desvío a la derecha por la carretera local FR-1 en dirección a La Braña. Después de recorrer aproximadamente 1 km, se toma otro desvío a la izquierda por una pista asfaltada en dirección a Carbayal, y tras continuar algo más de 1 km se alcanza finalmente el lugar de Trevé.